# Länsväg 239
Länsväg 239 går mellan Torsby och Ekshärad, hela sträckan är i Värmland.

## Anslutningar
- E16
- E45
- Riksväg 62

## Historia
Fram till 2012 gick väg 239 också mellan Torsby och norska gränsen. Det året omnumrerades denna sträcka till E16.

## Standard och planer
Under år 2007-2008 gjorde man förbättringar av vägen för att få en jämnare väg som tål tung trafik och tjäle bättre. Det innebär inte bredare eller rakare väg.